# Pastor de los Pirineos

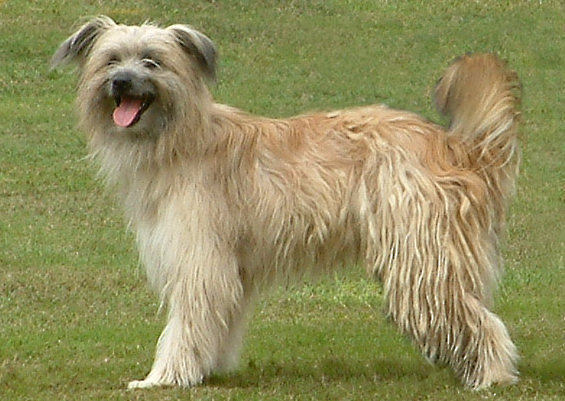
Pastor de los Pirineos de pelo largo.

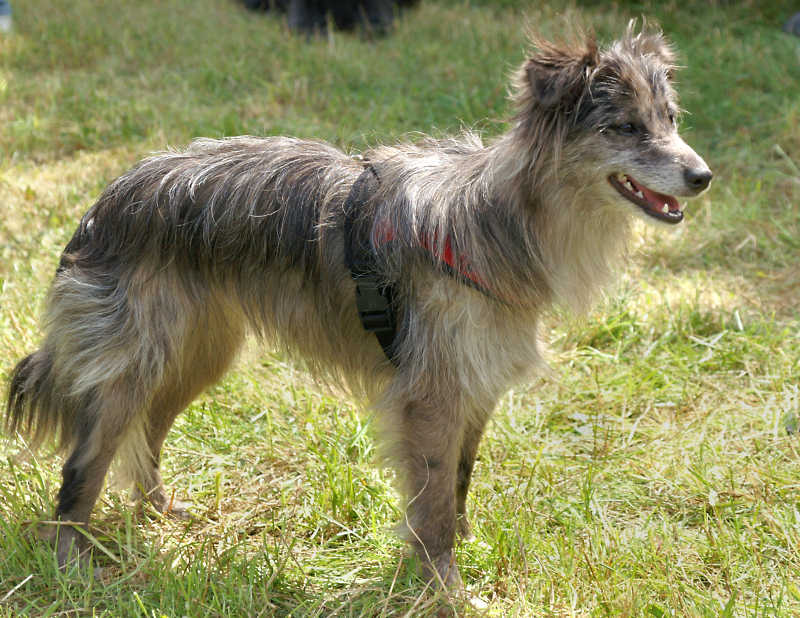
Pastor de los Pirineos de cara rasa.

Pastor de los Pirineos es una raza de perro pastor de vigilancia originario de los Pirineos. La raza tiene dos variedades: Pastor de los Pirineos de pelo largo y el Pastor de los Pirineos de cara rasa.

## Características
Se trata de un perro ágil y audaz que sabe atacar a lobos y osos. De carácter testarudo y duro, es tímido y reservado con los extraños. Fuerte y rico en energía, sumamente nervioso. Es astuto y siempre está alerta, con gran velocidad en sus movimientos.
Su estándar racial permite todos los colores excepto el negro.
Son perros independientes, y esto hace que sea una raza difícil de adiestrar, por lo que será indispensable comenzar desde muy pequeños y, sobre todo, tener mucha paciencia. Son asimismo muy resistentes y pueden llegar a correr grandes distancias.
Su aspecto es adorable, su pelaje es de color blanco y tiene una doble capa de pelo para resistir diferentes tipos de climas. Sus características orejas son caídas. Su pelo largo y abundante requiere un buen cepillado, todos los días. Hay que estar consciente de que largará mucho pelo, por lo que es usual que la casa se llene de él.

## Utilización
Es utilizado y adiestrado para guardar y defender los rebaños, como todos los perros pastores.

## Tamaño
Estatura media con 38 a 50 cm hasta la cruz y entre 8 y 14 kg de peso. Tiene un porte característico con huesos finos.